# لاهاي
الهاية أو الهاي (بالهولندية: Den Haag، دِنهَاخ) أو لاهاي (عن الاسم الفرنسي: La Haye، لَاإِي) مدينة تقع في غرب مملكة هولندا، في مقاطعة جنوب هولندا، وهي مقرها الحكومة، في حين امستردام عاصمتها. ويبلغ عدد سكانها 508.592 نسمة سنة 2014، ويصل العدد إلى 1.051.889 نسمة إذا اضيف إلى ذلك عدد سكان ضواحيها الشمالية والجنوبية لتشكل الهاية الكبرى، فيما تبلغ مساحتها حوالي 100 كيلو متر مربع. وتعد بذلك ثاني أكبر مدينة هولندية بعد أمستردام على التوالي والتي تشكل جميعها مع مدينة أترخت القريبة من كل منها، ما يعرف في هولندا بمنطقة رندشطاد الحضرية.
وبالرغم من أن الهاية ليست العاصمة الرسمية لهولندا، إلا أنها تضطلع بجزء مهم من الدور الذي تؤديه العاصمة أمستردام، ففيها يقيم الملك وولية العهد، وتوجد مقار رئاسة الحكومة والوزارات والبرلمان والمحكمة العليا ومجلس الدولة والبعثات الدبلوماسية الأجنبية. كما تعتبر الهاية مركزا دوليا لمؤسسات صنع سياسة العدل والسلام في العالم، حيث توجد فيها مقار عدد كبير من المنظمات الدولية العاملة في هذا المجال، تماماً مثل مدن كجنيف وفيينا ونيويورك.

## أصل التسمية
تعود التسمية الشائعة لاهاي إلى قراءة خاطئة للتسمية الفرنسية La Haye (تقرأ: لَاهِي)، بينما يطلق عليها باللغة الإنجليزية اسم The Hague. وقد قررت بلدية لاهاي استخدام التسمية الهولندية القديمة للمدينة وهي دِن هَاخ Den Haag لأنها ظلت متداولة وسط سكان المدينة منذ قرون، ورغبة من البلدية في مسايرة تسمية المدينة باللغات الأجنبية الأخرى مثل The Hague باللغة الإنجليزية و La Haye باللغة الفرنسية و Den Haag باللغة الألمانية و Haag باللغة السويدية والدنماركية والنرويجية و La Haya باللغة الأسبانية و L'Aia باللغة الإيطالية و A Haia باللغة البرتغالية وГаага هاجا باللغة الروسية و Haga باللغة الرومانية والهاية في اللغة العربية. والمعني الحرفي للكلمة الهولندية هو: غابة الكونت.

ووصفها العرب قديما «الَهَايَهْ»، كما جاء في كتاب رحلة الشهاب إلى لقاء الأحباب للرحالة أحمد بن قاسم الحجري:
| لاهاي | "ثم مشينا من مدينة ليذا إلى مدينة الَهَايَهْ، فيها دار أميرهم، والديوان. والتقيت هنالك برسول الأمير. كنت عرفته بمراكش، وكان شاكراً إلي كثيراً على ما وقفت معه في سجنه حتى خلصته منه." | لاهاي |

## التاريخ

### ما قبل التاريخ
يعود تاريخ أقدم الاستكشافات الأركيولوجية التي تم العثور عليها في محيط مبنى البرلمان الحالي بوسط المدينة إلى حوالي 3000 سنة قبل الميلاد ومن بينها فأساً حجرية يمكن تصنيفها ضمن حضارة الفلمنك القديمة.

### القرون الوسطى
ظهرت لاهاي الحالية في الوجود سنة 1230 م عندما قام الكونت فلوريس الرابع، حاكم مقاطعة هولندا بتشييد قلعة متواضعة مطلة على المستنقع المعروف الآن بـ هوف فايفر (باللغة الهولندية Hofvijver)، والموجود في وسط المدينة، كمقر لرحلات الصيد البري التي كان يقوم بها في المنطقة، وفي سنة 1248 م، قرر الكونت وليم الثاني توسيع القلعة ولكنه توفي قبل إسكتمال أعمال التوسعة، ومن ثم تولى إبنه فلوريس الخامس إنجازها، وشملت الأعمال ترميم قاعة الفرسان (باللغة الهولندية Ridderszaal) التي لا تزال قائمة حتى اليوم ويوجد فيها عرش الملك وتقام فيها المناسبات الرسمية المهمة، ومن بينها خطاب العرش الذي تلقيه الملكة سنوياً والمتضمن سياسة حكومتها. ومنذ القرن الثالث عشر الميلادي اتخذ نبلاء هولندا وحكامها من لاهاي مقراً لإقامتهم وإدارة حكمهم، بالرغم من أنها بقيت خلال تلك العهود قرية ولم تحظ بصفة المدينة ولم يقم حولها سوراً يحميها كغيرها من المدن.

### محافظ المدينة
وعندما بسط حكام دوقية برغونية الفرنسية سيطرتهم على مقاطعات الأراضي المنخفضة في مطلع القرن الخامس عشر قاموا بتعيين حاكم هولندي عرف باسم (محافظ مدينة Stadhouder) لتمثيلهم في هولندا ومنح تفويضاً لحكمها باسمهم يساعده في ذلك مجلس استشاري عرف بمجلس طبقات هولندا. وتم اختيار لاهاي مقراً للحاكم ولمجلسه الاستشاري.

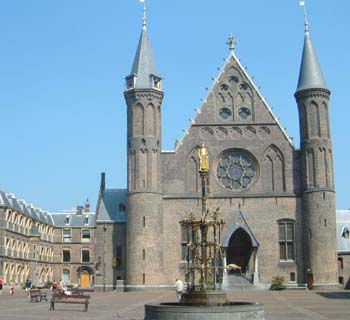
بينيهوف : قاعة الفرسان، مركز السياسة في هولندا

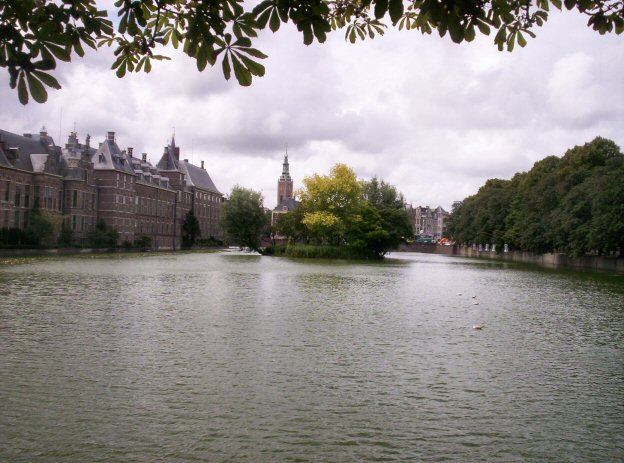
بينيهوف: مقر البرلمان المطل على بركة هوف فايفر

### حرب الثمانين عاما
إبان حرب الثمانين عاماً التي نشبت بين هولندا وإسبانيا، تعرضت لاهاي إلى العديد من عمليات النهب والتدمير وتشريد السكان من قبل الجيوش الإسبانية التي كانت تشن حملات متتابعة على هولندا. وتمكن الأسبان من احتلال لاهاي مستفيدين من عدم وجود اسوار حولها، واتخذوها قاعدة للانطلاق إلى المدن الهولندية الأخرى مثل مدينة ليدن، الأمر الذي حدا بالمجلس الاستشاري حينذاك أن يقترح إزالتها، إلا أنه لم يؤخذ بالاقتراح بتدخل من وليام فان أورانج الملقب بوليام الكتوم (مؤسس إسرة الأورانج الحاكمة). كذلك ظلت لاهاي عاصمة لهولندا عندما تم إعلان جمهورية المقاطعات الهولندية السبعة المتحدة في سنة 1588 م، على اثر الثورة التي اعلنها وليام الكتوم على حكم الأسبان وكانت سبباً في اندلاع حرب الثمانين عاماً بين هولندا وإسبانيا.
في سنة 1622 م، بلغ عدد سكان لاهاي حوالي 16 الف نسمة، ونظراً لانعدام السور الذي يحمي المدينة من غزوات الغزاة قام الأمير ماوريتس ببناء شبكة من القنوات والمجاري الدفاعية حول القلاع والأجزاء المهمة فيها.

### الاحتلال الفرنسي
خضعت لاهاي في سنة 1806 م، للاحتلال الفرنسي وتميزت تلك الفترة - إبان عهد الملك لويس نابليون في سنة 1860 م، - بحصولها على صفة المدينة رسمياً وما يتبع ذلك من حقوق وامتيازات المدن، لكن بناء السور حولها لم يعد مهماً في تلك الفترة، فأقيم حولها حزاماً مائياً وكان عدد سكانها قد بلغ حيئذاك 100 نسمة.

### المملكة المتحدة للأراضي المنخفضة
وبعد انتهاء حروب نابليون في أوروبا اتحدت بلجيكا مع هولندا وتأسست المملكة المتحدة للأراضي المنخفضة لتكون منطقة عازلة في وجه أي توسع فرنسي نحو الشمال، وأُختِيرَت كل من مدينتي بروسال ولاهاي، عاصمة لهذا الاتحاد بالتناوب كل عامين. وفي سنة 1830 م، انفصلت بلجيكا وتقرر العودة إلى امستردام لتكون عاصمة لهولندا.

### الحرب العالمية الثانية
نجت لاهاي من دمار الحرب العالمية الثانية، خلافاً لمدن هولندية أخرى مثل مدينة روتردام، إلا أنها تعرضت لقصف جوي من نيران صديقة، عندما القت طائرات سلاح الجو الملكي البريطاني قنابلها على اهداف مدنية بدلا من موقع صاروخي للعدو في حي بزاندهاوت جنوب المدينة، عن طريق الخطأ محدثة خسائر في الأرواح بلغت 510 قتيلاً.
وبانتهاء الحرب العالمية الثانية توسعت المدينة بشكل كبير خاصة في النواحي الجنوبية الغربية، وتم إعادة بناء المناطق المدمرة بسرعة. وبحلول عام 1965 م، بلغ عدد السكان حوالي 600 الف نسمة. وبحكم دورها كعاصمة إدارية شهدت لاهاي بمرور السنوات نهضة عمرانية، فشيدت فيها الكنائس والطرق والقنوات ومن بينها الكنيسة الكبرى الذي يعود تاريخها إلى القرن السادس عشر، وكنيسة البرتستانت التي شيدت في القرن السابع عشر والعديد من مباني الطبقة الارستقراطية والتي تحمل الطابع المعماري للقرن الثامن عشر. وفي عامي 1903 م، و1923 م، شهدت المدينة إقامة امتدادات سكنية جديدة، وضمت إليها بلدات ريفية مجاورة لاستيعاب الأعداد الكبيرة من الموظفين والإداريين خاصة العائدين من جزر الهند الشرقية الهولندية (اندونيسيا حالياً) بعد استقلالها عن هولندا.

### مؤتمر لاهاي للسلام
وفي سنة 1899 م، دخلت مدينة المدينة في عالم السياسة الدولية وأصبحت مركزًا دوليًا، عندما انعقد فيها مؤتمر لاهاي الأول للسلام الذي أدى إلى إنشاء محكمة التحكيم الدائمة واختيار لاهاي مقراً لها. وفي الفترة ما بين عامي 1907 م، و1913 م، تم بناء قصر السلام لإستضافة هذه المحكمة الدولية ومن ثم أصبح القصر أيضاً مقراً لـمحكمة العدل الدولية التي تعتبر الجهاز القضائي لهيئة الأمم المتحدة.

### التوسع الحضري
وفي سبعينيات وثمانينيات القرن الماضي هاجرت أعداد كبيرة من السكان الأصليين من المدينة إلى البلدات القريبة مثل فوربورخ ولايدسيندام ورايسفايك وزوترمير ، في النواحي الجنوبية منها، مما أدى إلى ظهور النمط التقليدي بالمدن المتمثل في بيئة فقيرة في داخل المدينة وهامش غني ومزدهر في خارجها بالضواحي، فتقرر في يناير / كانون الثاني 2002 م وبموافقة البرلمان ضم مساحات من البلدات المذكورة إلى المدينة لإقامة أحياء سكنية جديدة متاحة لسكنى الجميع. ونتيجة للنمو الديمغرافي في المدينة في القرن الماضي وانعدام المساحات الخالية حولها، تمّ ضمّ عدد من بلدية المجاورة.

### المظاهرات المناوئة لنشر السلاح النووي
ونظراً لتواجد أجهزة الحكم في لاهاي فقد ظلت المدينة مسرحاً للمظاهرات والاحتجاجات التي يصاحب بعضها أحياناً أعمال شغب، حيث تظاهر (سلمياً) في 29 أكتوبر / تشرين الثاني 1983 حوالي 550 الف شخص ضد قرار الحكومة بالموافقة على نصب صواريخ كروز البالستية الأمريكية حاملة الرؤوس النووية في الأراضي الهولندية وضد السلاح النووي بشكل عام، وذلك في أكبر مظاهرة سياسية شهدتها البلاد في تاريخها.

### لاهاي عاصمة المحاكم والمنظمات الدولية
وأصبحت لاهاي في العقود الأخيرة مقراُ للعديد من المنظمات الدولية، مثل منظمة حظر الأسلحة الكيميائية، وتستضيف الكثير من المؤتمرات والفعاليات السياسية الدولية، فضلاً عن تحولها إلى عاصمة للعدالة العالمية والقضاء الدولي، فأصبحت مقراُ لمحاكم دولية مؤقتة أو دائمة مثل محكمة مجرمي الحرب في يوغسلافيا السابقة، ومحكمة جرائم الحرب في سيراليون، والمحكمة الدولية الخاصة بلبنان والمحكمة الجنائية الدولية و محكمة لوكربي وأختير سجن إسخيفينن (باللغة الهولندية Scheveningen) بلاهاي مكاناً لاحتجاز المتهمين الماثلين امام تلك المحاكم أو لقضاء فترة عقوبتهم فيه حال إدانتهم.

## التركيبة السكانية

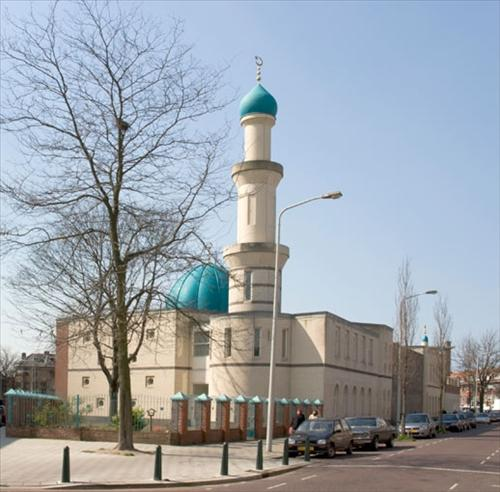
مسجد في حي ترانسفال في لاهاي

يبلغ عدد سكان لاهاي حتى ابريل / نيسان 2011 م، 496.745 نسمة، وبذلك تصبح ثاني أكبر مدينة في هولندا من حيث عدد السكان. ويشكل المواطنين من ذوي الأصول الأجنبية (سواء كانوا من دول غربية أو غير غربية) حوالي نصف السكان. ففي الأحياء الشعبية مثل حي الرسامين Schilderswijk وحي ترانسفال كوارتير Tranavaalkwartier تكاد تكون نسبة المواطنين من ذوي الأصول الأجنبية 100 بالمائة، ومعظمهم من ذوي الدخل المحدود أو من متلقي الإعانات الحكومية. وتضم التركيبة السكانية عددا من الموظفين الدوليين والدبلوماسيين وأفراد اسرهم. وفيما يلي نسبة مئوية تقريبية للتركيبة السكانية في لاهاي
- مواطنون من اصل هولندي:			53.4%
- مواطنون من دول غربية:			14.5%
- أتراك:			6.8%
- المغرب:			5.8%
- سوريناميين:		9.2%
- مواطنون من جزر الأنتيل الهولندية:	2.2%
- مواطنون من أصول أخرى(غير غربية): 8.6%

## طوبوغرافيا

### المناخ
| البيانات المناخية لـقاعدة فالكنبورغ الجوية البحرية                                                                                  | البيانات المناخية لـقاعدة فالكنبورغ الجوية البحرية | البيانات المناخية لـقاعدة فالكنبورغ الجوية البحرية | البيانات المناخية لـقاعدة فالكنبورغ الجوية البحرية | البيانات المناخية لـقاعدة فالكنبورغ الجوية البحرية | البيانات المناخية لـقاعدة فالكنبورغ الجوية البحرية | البيانات المناخية لـقاعدة فالكنبورغ الجوية البحرية | البيانات المناخية لـقاعدة فالكنبورغ الجوية البحرية | البيانات المناخية لـقاعدة فالكنبورغ الجوية البحرية | البيانات المناخية لـقاعدة فالكنبورغ الجوية البحرية | البيانات المناخية لـقاعدة فالكنبورغ الجوية البحرية | البيانات المناخية لـقاعدة فالكنبورغ الجوية البحرية | البيانات المناخية لـقاعدة فالكنبورغ الجوية البحرية | البيانات المناخية لـقاعدة فالكنبورغ الجوية البحرية |
| الشهر | يناير                                              | فبراير                                             | مارس                                               | أبريل                                              | مايو                                               | يونيو                                              | يوليو                                              | أغسطس                                              | سبتمبر                                             | أكتوبر                                             | نوفمبر                                             | ديسمبر                                             | المعدل السنوي                                      |
| --- | -------------------------------------------------- | -------------------------------------------------- | -------------------------------------------------- | -------------------------------------------------- | -------------------------------------------------- | -------------------------------------------------- | -------------------------------------------------- | -------------------------------------------------- | -------------------------------------------------- | -------------------------------------------------- | -------------------------------------------------- | -------------------------------------------------- | -------------------------------------------------- |
| الدرجة القصوى °م (°ف) | 13.8 (56.8)                                        | 15.9 (60.6)                                        | 20.8 (69.4)                                        | 25.9 (78.6)                                        | 29.7 (85.5)                                        | 33.5 (92.3)                                        | 36.5 (97.7)                                        | 34.6 (94.3)                                        | 31.7 (89.1)                                        | 24.5 (76.1)                                        | 17.5 (63.5)                                        | 15.4 (59.7)                                        | 36.5 (97.7)                                        |
| متوسط درجة الحرارة الكبرى °م (°ف)                                                                                                   | 6.4 (43.5)                                         | 6.9 (44.4)                                         | 9.8 (49.6)                                         | 13.6 (56.5)                                        | 17.0 (62.6)                                        | 19.6 (67.3)                                        | 21.6 (70.9)                                        | 21.8 (71.2)                                        | 18.9 (66.0)                                        | 14.7 (58.5)                                        | 10.2 (50.4)                                        | 7.1 (44.8)                                         | 14.0 (57.2)                                        |
| المتوسط اليومي °م (°ف) | 4.1 (39.4)                                         | 4.2 (39.6)                                         | 6.4 (43.5)                                         | 9.4 (48.9)                                         | 12.8 (55.0)                                        | 15.6 (60.1)                                        | 17.8 (64.0)                                        | 17.8 (64.0)                                        | 15.0 (59.0)                                        | 11.4 (52.5)                                        | 7.6 (45.7)                                         | 4.8 (40.6)                                         | 10.6 (51.1)                                        |
| متوسط درجة الحرارة الصغرى °م (°ف)                                                                                                   | 1.5 (34.7)                                         | 1.2 (34.2)                                         | 2.7 (36.9)                                         | 4.8 (40.6)                                         | 8.3 (46.9)                                         | 11.2 (52.2)                                        | 13.5 (56.3)                                        | 13.4 (56.1)                                        | 10.9 (51.6)                                        | 7.9 (46.2)                                         | 4.7 (40.5)                                         | 2.1 (35.8)                                         | 6.8 (44.2)                                         |
| أدنى درجة حرارة °م (°ف) | −16.4 (2.5)                                        | −14.0 (6.8)                                        | −11.1 (12.0)                                       | −4.4 (24.1)                                        | −1.5 (29.3)                                        | 1.7 (35.1)                                         | 5.4 (41.7)                                         | 5.5 (41.9)                                         | 1.2 (34.2)                                         | −4.4 (24.1)                                        | −7.1 (19.2)                                        | −10.6 (12.9)                                       | −16.4 (2.5)                                        |
| الهطول مم (إنش) | 70.0 (2.76)                                        | 59.4 (2.34)                                        | 52.8 (2.08)                                        | 41.6 (1.64)                                        | 52.7 (2.07)                                        | 62.8 (2.47)                                        | 72.7 (2.86)                                        | 84.0 (3.31)                                        | 89.2 (3.51)                                        | 89.9 (3.54)                                        | 90.4 (3.56)                                        | 76.4 (3.01)                                        | 841.9 (33.15)                                      |
| متوسط أيام هطول الأمطار (≥ 1 mm) | 12                                                 | 10                                                 | 11                                                 | 9                                                  | 9                                                  | 9                                                  | 10                                                 | 10                                                 | 12                                                 | 13                                                 | 14                                                 | 13                                                 | 132                                                |
| متوسط الأيام المثلجة | 5                                                  | 5                                                  | 3                                                  | 1                                                  | 0                                                  | 0                                                  | 0                                                  | 0                                                  | 0                                                  | 0                                                  | 2                                                  | 4                                                  | 20                                                 |
| متوسط الرطوبة النسبية (%) | 86                                                 | 84                                                 | 83                                                 | 79                                                 | 78                                                 | 79                                                 | 80                                                 | 80                                                 | 83                                                 | 84                                                 | 87                                                 | 87                                                 | 83                                                 |
| ساعات سطوع الشمس الشهرية | 71.7                                               | 96.7                                               | 152.0                                              | 207.2                                              | 240.5                                              | 229.3                                              | 237.5                                              | 213.4                                              | 160.0                                              | 116.7                                              | 68.2                                               | 56.5                                               | 1٬849٫7                                            |
| المصدر #1: المعهد الملكي الهولندي للأرصاد الجوية (الأيام الثلجية العادية للفترة 1981-2010، الأيام الثلجية العادية للفترة 1971-2000) |                                                    |                                                    |                                                    |                                                    |                                                    |                                                    |                                                    |                                                    |                                                    |                                                    |                                                    |                                                    |                                                    |
| المصدر #2: المعهد الملكي الهولندي للأرصاد الجوية (الظروف المتطرفة في الفترة 1971-2000)                                              |                                                    |                                                    |                                                    |                                                    |                                                    |                                                    |                                                    |                                                    |                                                    |                                                    |                                                    |                                                    |                                                    |

### أقسام المدينة واحياءها السكنية

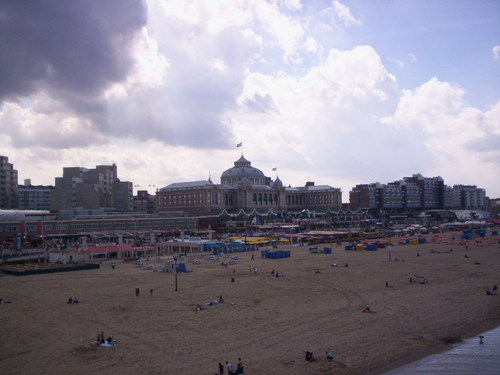
شاطيء اسخيفينينغن

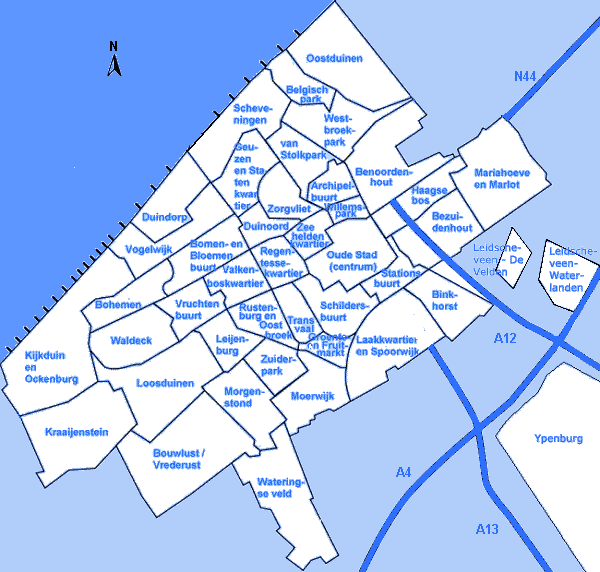
خارطة توضح أقسام المدينة

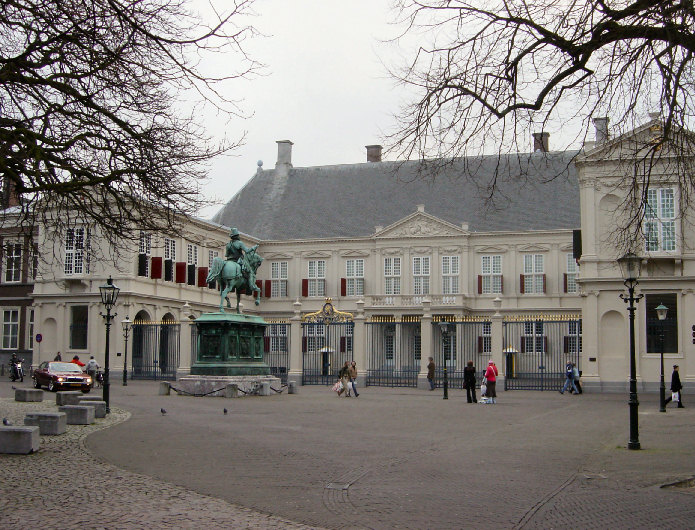
قصر نورد آيندي الملكي

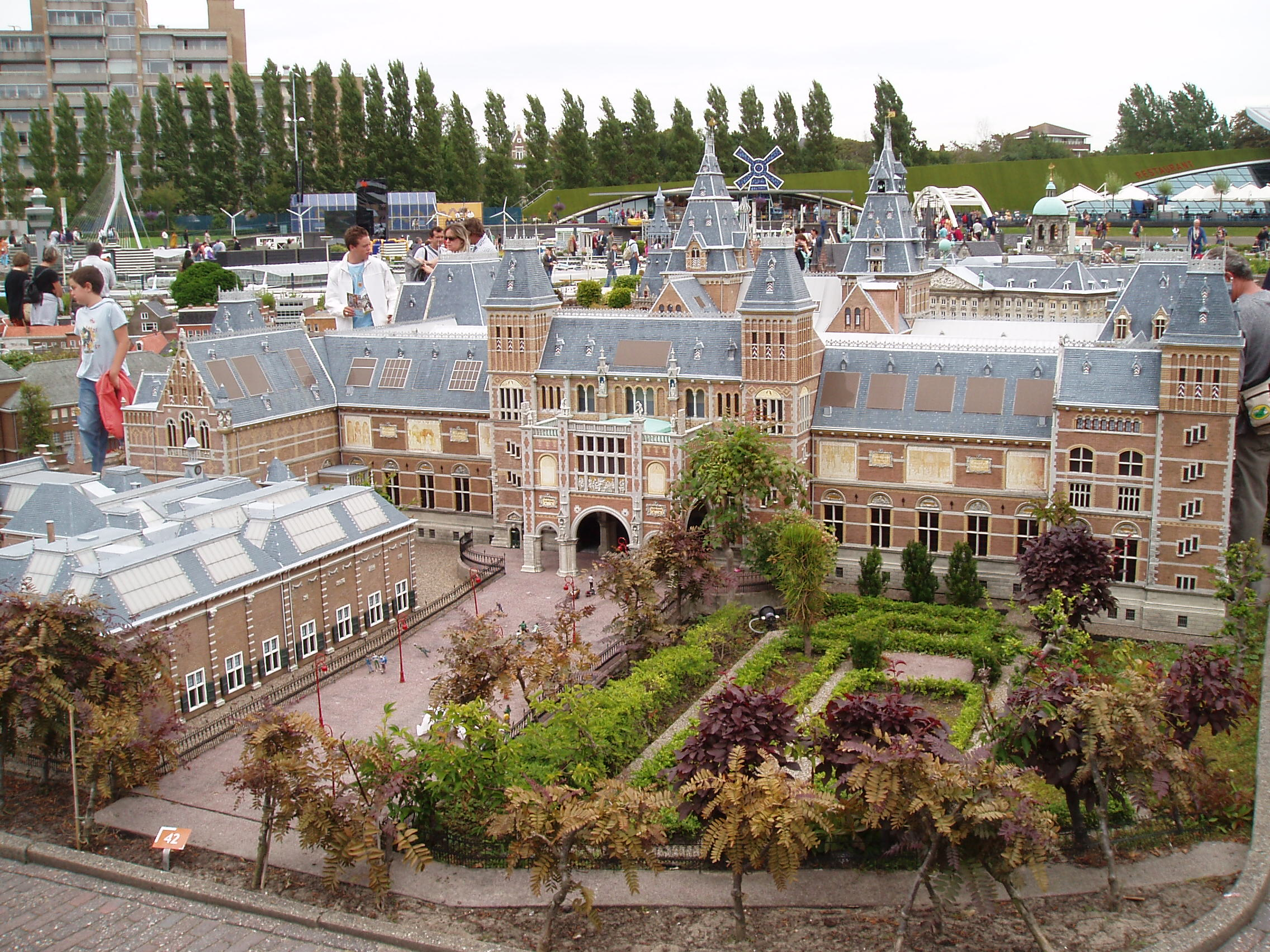
منتزه مادورودام، المدينة المصغرة

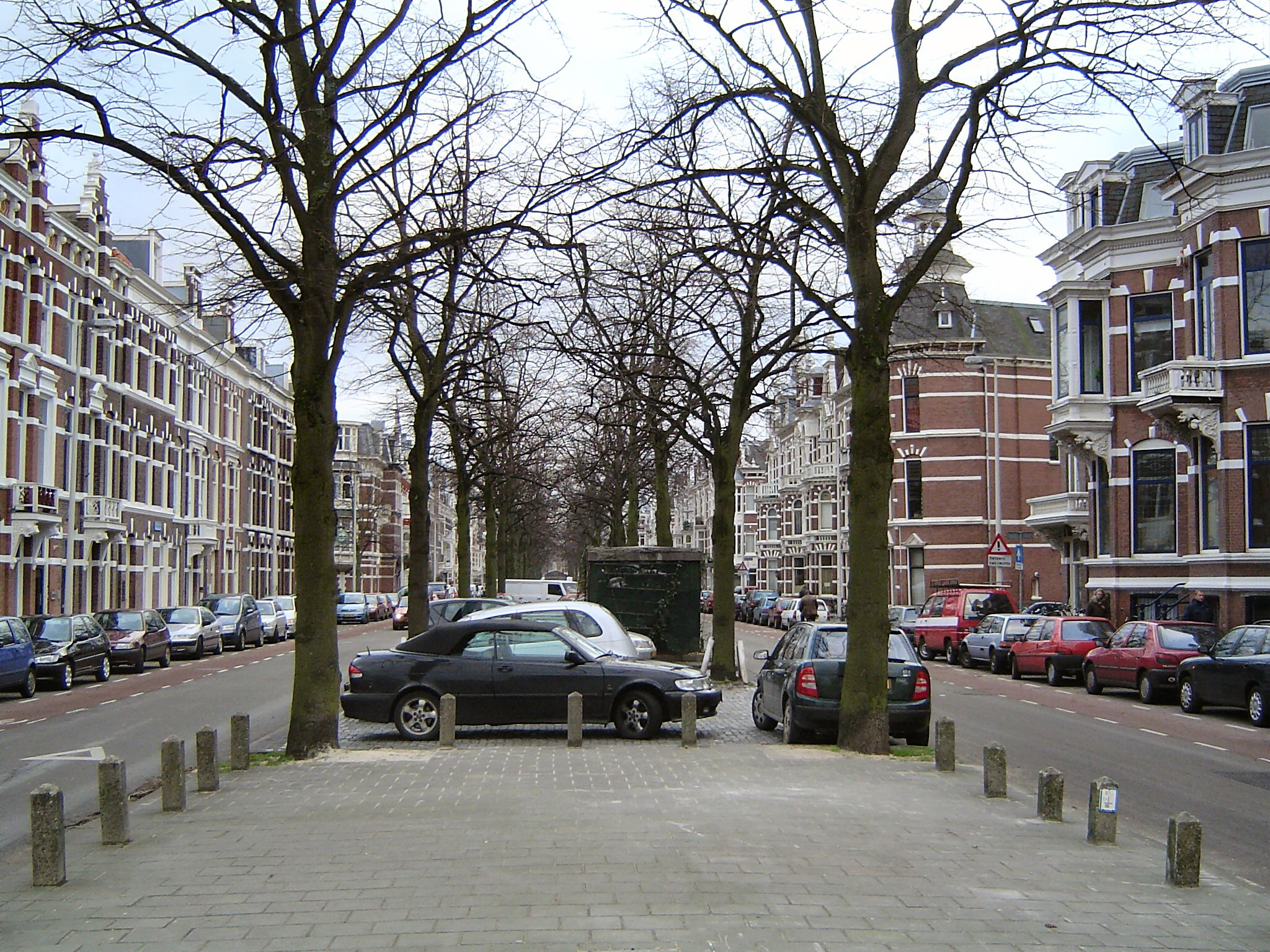
ريخنتسي لان
شارع من شوارع لاهاي

يوجد في مدينة لاهاي حوالي ثمان اقسام حضرية stadsdelen (وهي عبارة عن تجمعات أحياء سكنية يدير كلاً منها مجلس بلدي أو فرع لمجلس بلدي) ويعود التقسيم الحالي للمدينة إلى عام 1988 م وهي كما يلي:
- وسط المدينة Centrum ويقطنه حوالي 		100,000 شخص
- إسكامب Escamp 				111,000
- غابة لاهاي Haagse Hout			42,000
- لاك Laak 					38,000
- لايدسفين- يبنبيرخ Leidschenveen-Ypenburg 	45,000
- لوس داونين Loosduuinen 			47,000
- اسخيفينينغن Scheveningen			56,000
- سيخبروك Segbroek				56,000

و لا يعكس هذا التقسيم توزيع الثروة في المدينة فالأحياء الفقيرة والأحياء الأكثر رخاء تتوزع في كافة الاقسام. وفي كل الأحوال تقع الأحياء الغنية في الشمال الغربي للمدينة، مثل احياء بلخيس بارك Belgisch Park، مارلوت Marlot حيث القصر الملكي، بي نوردهاوت Benoordenhout حيث بعض دواوين الحكومة كوزارة الخارجية، وارخبيل بورت Archipelbuurt. أما الأحياء الفقيرة فهي تقع الجنوب الشرقي من المدينة مثل حي ترانسفال Transvaal وحي مورفايك Moerwijk وحي الفنانين Schilderswijk الي تقطنه أغلبية من ذوي الأصول الأجنبية. ويسكن الموظفون الدوليون والدبلوماسيون ورؤساء الشركات لكبرى في ضاحية فاسنار Wassenarالقريبة من لاهاي أو في إسخيفينينغن Scheveningen، جزءالمدينة المطل على بحر الشمال.
ويعتبر قسم وسط المدينة المركز التجاري الرئيسي حيث تقع فيه رئاسة المصارف والشرطة ومباني الوزارات والمصالح الحكومية والسفارات الأجنبية ومعظم المنظمات الدولية، كما يقع فيه مبنى البرلمان. وهو أيضاً الجزء القديم من المدينة وتوجد فيه معظم المعالم الأثرية القديمة مثل الكنيسة القديمة وتستخدم لحفلات عقد القران لسكان المدينة والكنيسة الحديثة والتي تحولت إلى مقهى عام، وسجن لاهاي التاريخي وأصبح متحفاً الآن. كما تتوسطه بركة هوف فايفر Hofvijver وبعض منازل الطبقة الارستقراطية القديمة والتي تحولت الآن إلى فنادق أو أندية أو محلات تجارية، ويقع في وسط المدينة قصر نورأيندي Nooreinde الملكي، الذي تتخذه الملكة مقراً لإستقبال كبار ضيوف الدولة وتنظيم مراسم تلقي أوراق اعتماد السفراء الأجانب. كذلك توجد في وسط المدينة الأسطبلات الملكية. وأما قصر هاوس تن بوش Huis ten Bosch الملكي - مقر إقامتها- فهو يقع في حي «Maria Hoeve ماريا هوف» بقسم غابة لاهاي Haagse Hout القريب من وسط المدينة. ويشهد وسط المدينة في موسم الصيف مهرجانات وفعاليات عديدة، ومن أهم المناسبات التي تقام فيه احتفال يوم الأمير Prinsjesdag الذي يقام في الثلاثاء الثالثة من شهر سبتمبر / ايلول من كل عام، حيث تتجه الملكة من القصر الملكي إلى دار البرلمان بعربة ذهبية تجرها الخيول ،في موكب ملكي مهيب يحفه جنود بملابس عسكرية تاريخية، وتلقي من على العرش في قاعة الفرسان خطاب العرش أمام حشد من كبار الشخصيات في الدولة والمجتمع وعدد من الدبلوماسيين الاجانب المعتمدين لدى بلاطها.

## معالم المدينة
لعب تاريخ لاهاي باعتبارها مقر اقامة للملوك والنبلاء في القرون الوسطى ومركزا للفنون والثقافة في عصر النهضة الأوروبية ومن ثم مقرا للدبلوماسية الدولية وقطبًا سياحيًا مهمًا في العصر الحديث دورًا بارزًا في رسم معالم المدينة خاصة من ناحية العمران والتخطيط العمراني. ويعتبر العمران في المدينة بشكل عام «خليطًا متناسقًا» من عمارة القرون الوسطى والقرن التاسع عشر والأنماط المعمارية الحديثة، ففي وسط المدينة توجد مباني البرلمان والمعروفة بالحرم البرلماني الداخلي Binnenhof والتي يعود تاريخ بنائها إلى القرن الثالث عشر وتطل على بركة مياه يطلق عليها اسم Hofvijver أي بركة الحرم البرلماني. وعلى مسافة ليست ببعيدة عن مباني البرلمان تقع مباني المنازل التي كان يقيم فيها النبلاء وقادة الجيوش في القرون القديمة، خاصة في المنطقة القريبة من ساحة ماليفيلد Maleiveld والتي تبلغ مساحتها حوالي 10 هكتار وتقام فيها الفعاليات الاجتماعية والأسواق الموسمية مثل سوق «باسار مالام» الإندونيسي ومهرجانات السيرك كما تنظم فيها المظاهرات والاعتصامات، وتستخدم أحيانا كمهبط لللطائرات العمودية لنقل كبار الضيوف من رؤساء الدول لنقلهم من مطار سخيبول أمستردام إلى الساحة لقربها من القصر الملكي.

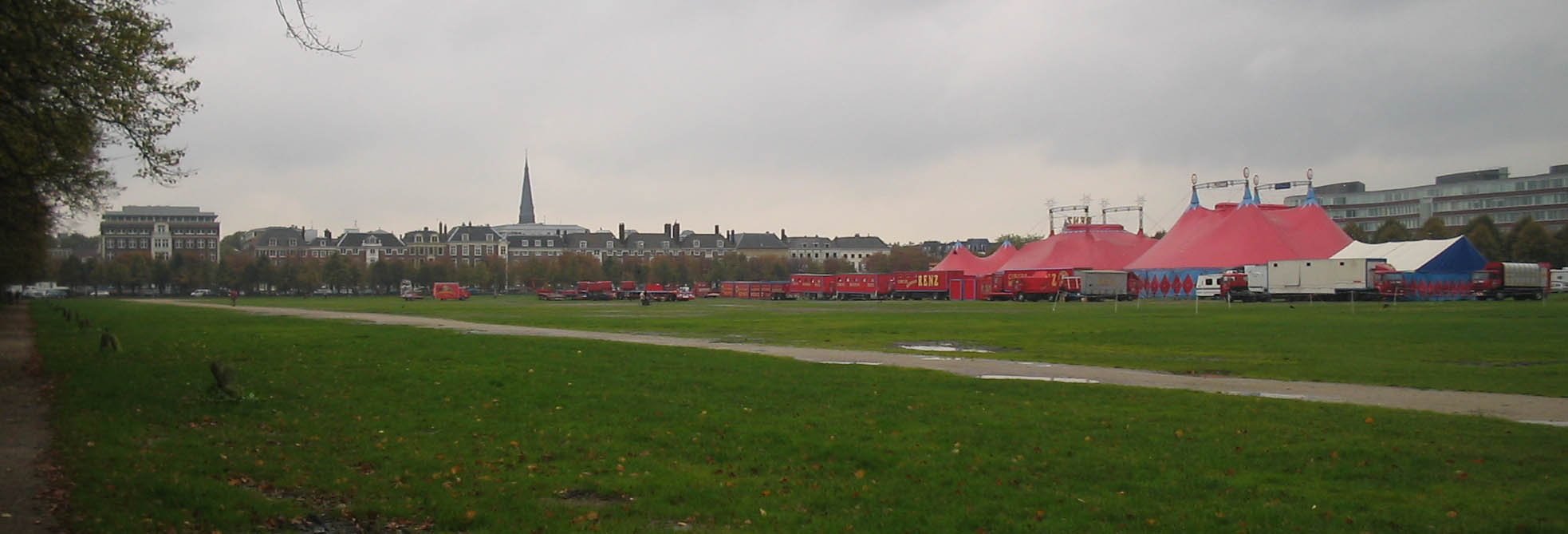
مهرجان سيرك في ساحة ماليفيلد

ويمثل مبنى بلدية لاهاي الجديد نموذجاً للعمارة الحديثة وقد تم تشييده في الفترة 1990 - 1995 على تصميم للمهندس الأمريكي الشهير ريتشارد ماير، ويضم المبنى المعروف باسم ""قصر الثلوج " لبياض لون جدرانه، ارشيف البلدية ومكتبة عامة وقاعات اجتماعات وردهة واسعة في وسطه. وبلغت تكلفة بنائه 125 مليون يورو فيما تبلغ مساحته الإجمالية 131 الف متر مربع.

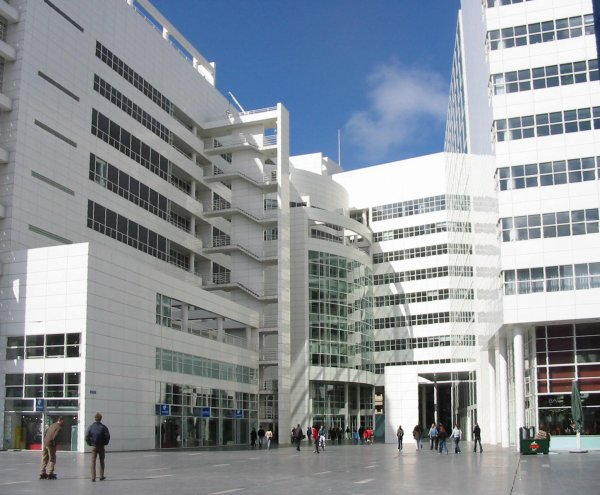
دار بلدية لاهاي: "قصر الثلوج"

ومن المعالم الأخرى بالمدينة قصر السلام الذي يضم مقرات محكمة العدل الدولية ومحكمة التحكيم الدائمة ومنظمة مؤتمر لاهاي للقانون الدولي الخاص.
ويتميز الجزء القديم من المدينة بالشوارع الطويلة والواسعة والمنازل غير العالية في اختلاف واضح عن غيرها من الأجزاء القديمة بالمدن الأخرى الهولندية وربما يعود ذلك إلى حقيقة أن المدينة كانت تقطنها عند نشأتها طبقة برجوازية كانت في حاجة إلى طرق واسعة لاستخدام عرباتها التي تجرها الخيول.
ولعل أهم معلم من معالم لاهاي هو منتزه مادورودام وهو عبارة عن منتزه يضم الكثير من النماذج المصغرة للعديد من المعالم العمرانية والطبيعية بهولندا، من مبان وقصور ومنتزهات ومنشآت كالسدود والقنوات والمطارات وغيرها، وذلك بمقياس 1:25. ويعتبر المنتزه أهم معلم سياحي في هولندا، تم بناءه في عام 1952 م، وزاره منذ ذلك الحين عشرات الملايين من الزوار. وقد أُطلق عليه هذا الاسم تيّمناً بجورج مادورو، وهو طالب حقوق يهودي قاوم الاحتلال النازي لهولندا ومات في معسكرات الاعتقال النازية في داشاو عام 1945 م.
تعتبر لاهاي مدينة خضراء بكل المقاييس حيث تكثر فيها المنتزهات والحدائق العامة والغابات المفتوحة للجمهور وملاعب الجولف الخضراء، فهناك غابة اسخيفينن القريبة من قصر السلام وغابة لاهاي جوار«قصر هاوس تن بوس» الملكي. كما تجري في اجزاء عديدة من المدينة، بما فيها وسط المدينة، قنوات مائية.
ومن الأحياء المميزة، حي الرسامين وهو أحد الأحياء الشعبية الذي تقطنه أغلبية من المواطنين من ذوي الأصول غير الهولندية من مغاربة واتراك والصومال. وغيرهم، وسميّ الحي بهذا الاسم لأن شوارعه وساحاته العامة تحمل أسماء أشهر الرسامين الهولنديين مثل يوهانس فيرمير ورامبرانت فان راين وفينسنت فان غوخ ومايندرت هوبما وبيت موندريان وغيرهم.
وتطل المدينة على بحر الشمال، حيث يوجد شاطيء طويل في شمالها في منطقة اسخيفيننغن يزوره السياح وتقام فيه شتى أنواع الرياضة المائية مثل ركوب الأمواج والإبحار بالسفن الشراعية، وتوجد عى طوله الشاليهات والفنادق ومن بينها فندق كورهاوس الذي تم بناءه على طراز معمار النهضة الإيطالية.

## المنظمات الدولية

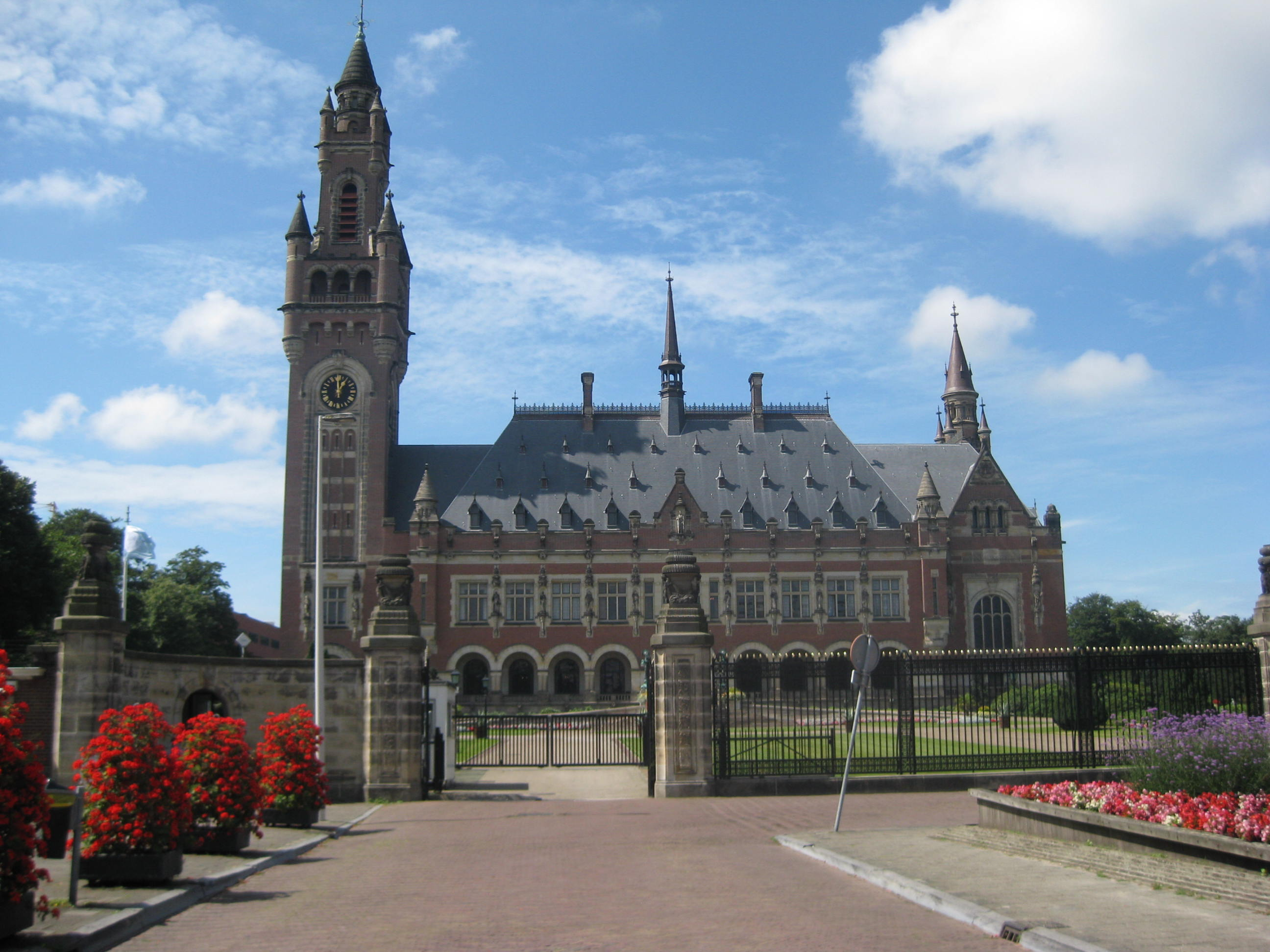
قصر السلام مقر محكمة العدل الدولية

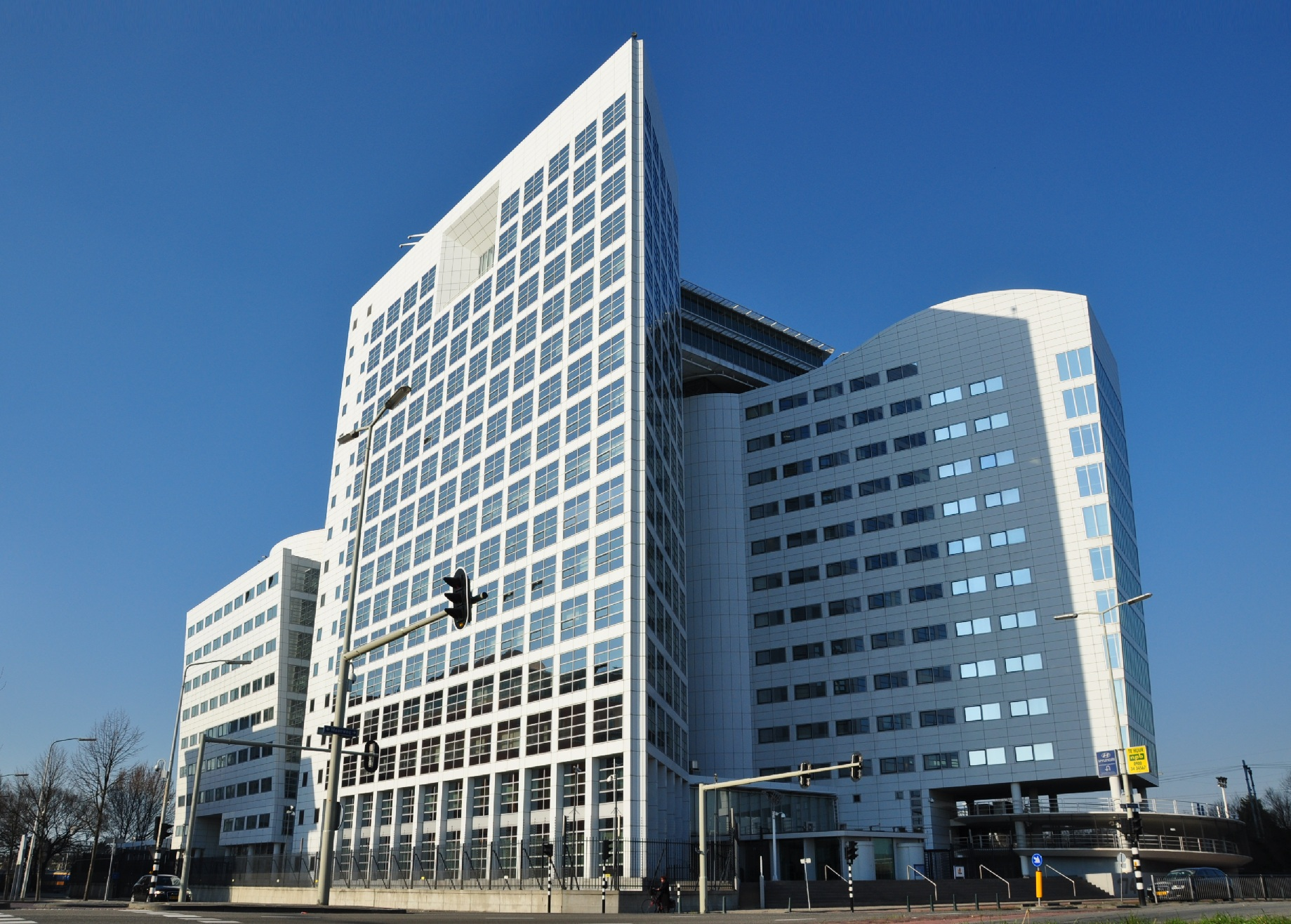
المحكمة الجنائية الدولية.

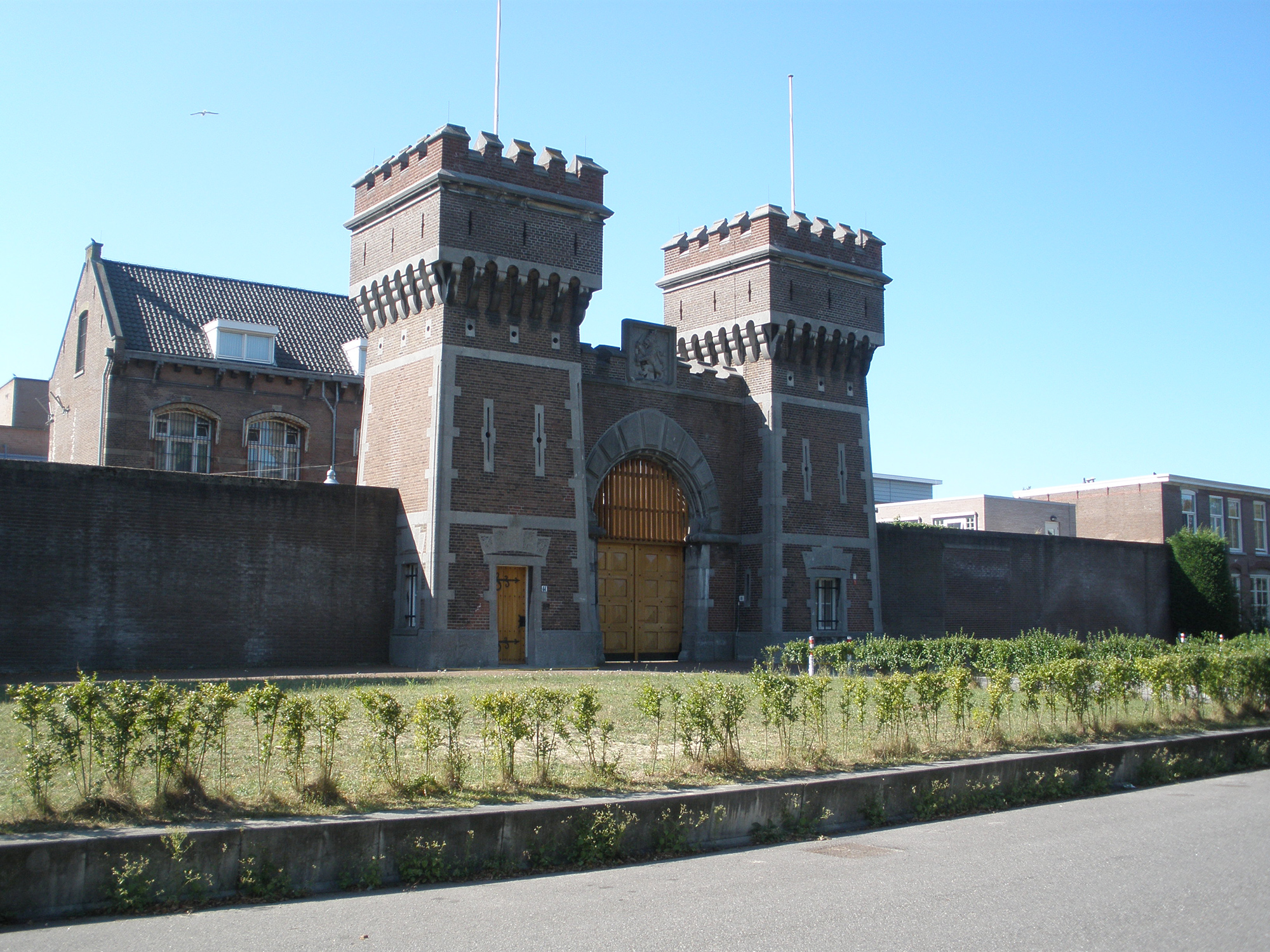
سجن لاهاي الدولي.

تعتبر مدينة لاهاي واحد من أهم إن لم تكن أهم مركز دولي للمنظمات الدولية
الكبيرة، فهي تستضيف أكثر من 150 منظمة دولية آثرت في اتخاذ مدينة لاهاي مقراً رئيسياً لها، ومن ابرز هذه المنظمات:
- محكمة العدل الدولية International Court of Justice
- المحكمة الجنائية الدولية International Criminal Court
- المحكمة الدولية لجرائم الحرب في يوغسلافياالسابقة International Criminal Tribunal for the Former Yugoslavia(ICTY)
- مجلس الاستئنافات التابع للمحكمة الدولية لجرائم الحرب في رواندا(هذه محكمة استئناف فقط، المحكمة توجد في أروشا بتنزانيا). (International Criminal Tribunal for Rwanda (ICTR
- محكمة التحكيم الدائمة Permanent Court of Arbitration
- محكمة المطالب الأمريكية - الإيرانية في عام 1981 م،Iran-United States Claims Tribunal
- محكمة الأمم المتحدة للتحقيق ومحاكمة المتهمين في اغتيال رئيس الوزراء اللبناني رفيق الحريري (2009).
- يوروجاست Eurojust جهاز الاتحاد الأوروبي المتكون من مكاتب الإدعاء العام الوطنيين
- مؤتمر لاهاي للقانون الدولي الخاص Hague Conference on Private International Law(HCCH

وهو منظمة تهدف للتنسيق بين الدول الأعضاء فيما يتعلق بقوانين الاسرة وغيرها من قوانين الأحوال الشخصية
- اليوروبول Europol مكتب الشرطة الأوروبية
- أكاديمية لاهاي للقانون الدولي Hague Academy of International Law

وهي مركز تعليمي رفيع المستوى متخصص في القانون الدولي الخاص
- منظمة الأمم والشعوب غير الممثلة (في هيئة الأمم المتحدة)Unrepresented Nations and Peoples
- وكالة شمال الأطلسي للتشاور والقيادة والتحكم (NATO Consultation, Command and Control Agency, (NC3A
- الاتحاد الأوروبي المتكون من مكاتب الإدعاء العام الوطنيين
- منظمة منظمة حظر الأسلحة الكيميائية (Organisation for the Prohibition of Chemical Weapons (OPCW
- المكتبة الأوروبية European Library

## التعليم
لا تعتبر لاهاي مدينة جامعات، فلا توجد فيها أية جامعة معترف بها، وربما يعزا ذلك إلى توافر الجامعات العريقة في مدن وبلدات قريبة منها مثل لايدن التي توجد فيها جامعة لايدن الشهيرة (تاسست في سنة 1575 م)، ومدينة روتردام حيث توجد جامعة ارازموس ،أو بلدة دلفت وبها جامعة دلفت للعلوم التكنولوجية. ومع ذلك، توجد في لاهاي معاهد متخصصة ذات صيت دولي أو إقليمي مثل أكاديمية لاهاي للقانون الدولي الخاص، التي تنظم دورات مكثفة في القانون الدولي الخاص لطلاب الدراسات العليا من مختلف دول العالم وتتدرب فيها كوادر الامم المتحدة ويعتبر مستوى التعليم والتدريب فيها الأعلى عالمياً فيما يتعلق بالفقه الدولي والقانون الدولي. كما يوجد في لاهاي معهد الدراسات الاجتماعية Institute of Social Studies (ISS) وهو معهد دولي يقدم منحاُ دراسية وتدريبية عليا لكوادر الدول النامية في تخصصات مثل الزراعة والتنمية وغيرها، وقد تخرج فيه العديد من خبراء تلك الدول في آسيا وأفريقيا واميركا اللاتينية.
ويوجد في لاهاي معهد لاهاي العالي Haagse Hogeschool، ومدرسة لاهاي للفندقة، والأكاديمية الملكية للفنون الجميلة، وأكاديمية الباليه التابعة للمعهد الملكي للموسيقى، والأكاديمية الحرّة للفنون الجميلة.
وإلى جانب هذه المعاهد العليا تتوفر بالمدينة العديد من المدارس الأكاديمية والمهنية على اختلاف أنواعها ومراحلها، والمدارس الدينية المسيحية وإسلام ومدارس التعليم الخاص مثل المدارس البريطانية والأمريكية والإيطالية وغيرها من المدارس والمعاهد التي تتبع مناهج تعليمية اجنبية. وتدرس المدارس الإسلامية اللغة العربية والتربية الإسلامية.

## الاقتصاد

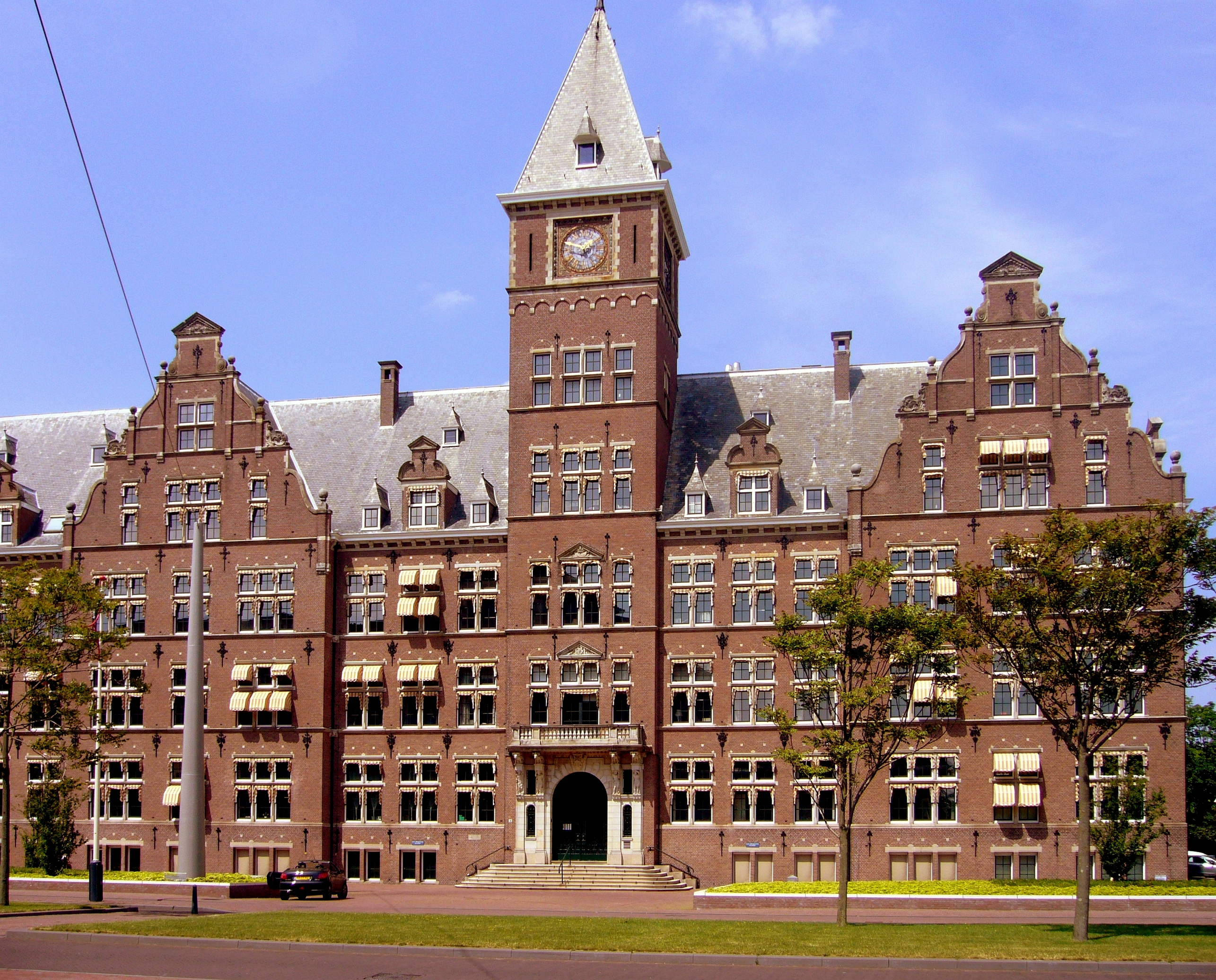
مقر شركة شل

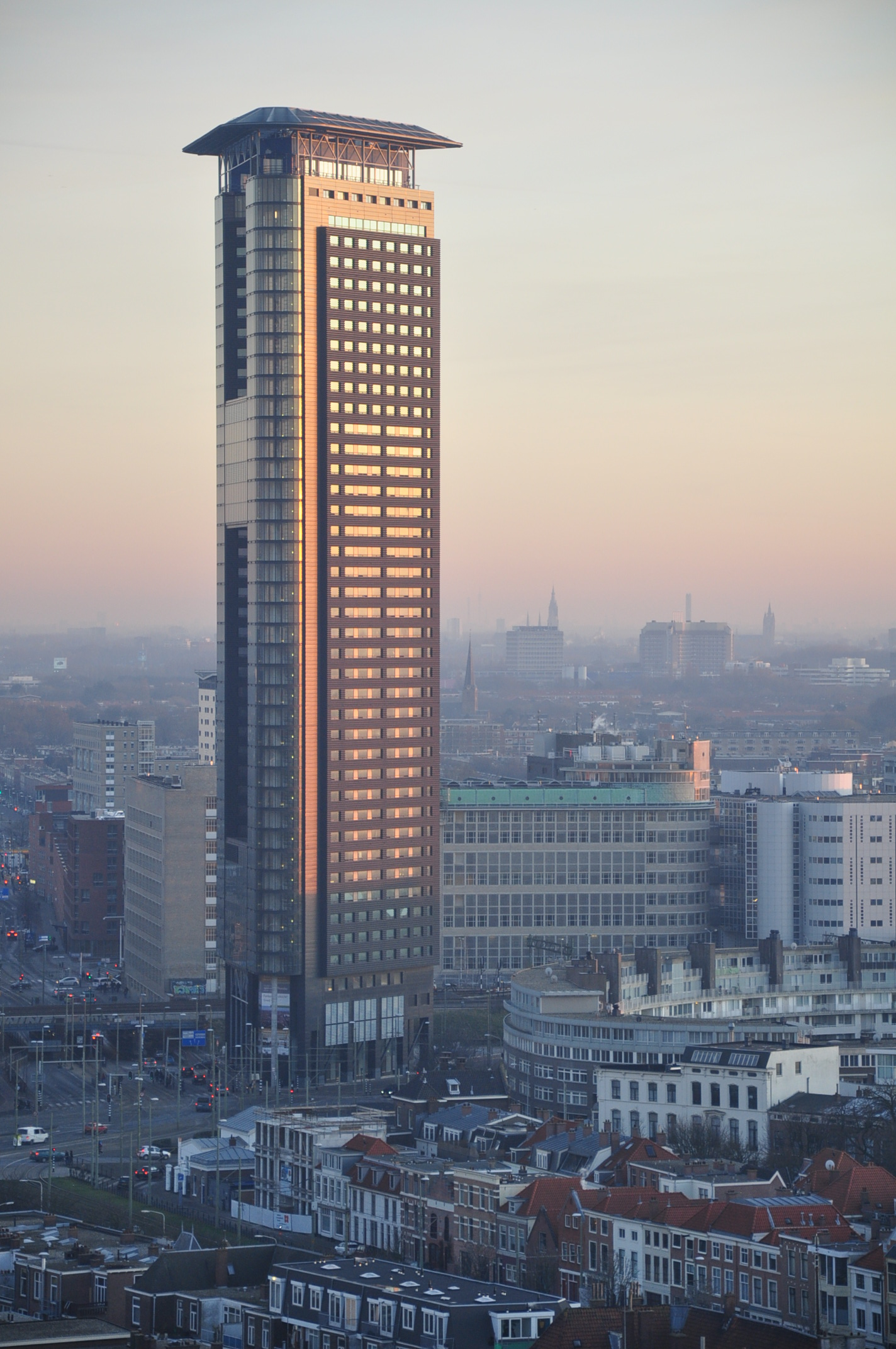
برج إسترايك آيزر

لاهاي ليست فقط عاصمة إدارية ومدينة سياسية بل هي أيضاً مدينة تجارية حيث تستضيف مقرات كبريات الشركات الهولندية والمؤسسات العالمية المتعدة الجنسيات، وتعقد فيها الفعاليات التجارية الدولية العيدة من مؤتمرات ومعارض ومهرجانات. وتنتعش قطاع الخدمات بأقسامه المختلفة من بنوك وصيرفة إلى تأمينات ولوجستيات إلى جانب القطاع االزراعي المستند على مزارع البيوت الزجاجية التي تنتج الخضروات والزهور. وأما القطاع الصناعي فيها ما زال صغيراً بعتمد على صناعات خفيفة ومستودعات ومخازن لوجستية.
وفيما يلي أهم الشركات الهولندية والدولية التي تتخذ من مقراً رئيسياً لها لاهاي :
- شركة إيجون AEGON، إحدى شركات التأمين الرائدة في العالم.
- شركة آي. إن.جي لإدارة الاستثمار ING Investment Management, إحدى شركات مجموعة آي.إن.جي المصرفية المتعددة الجنسيات.
- شركة شل الملكية الهولندية، ثاني أكبر شركة للطاقة في العالم.
- شركة إيه.بي.إم. تيرمينالز APM Terminals، ثاني أكبر شركة تشغيل للحاويات في العالم.
- شركة ك.بي.إنKPN، شركة البريد والبرق والهاتف الملكية الهولندية.
- شركة نايشونالي نيدلاندن Nationale Nederlanden، إحدى شركات التأمين الكبيرة في هولندا.
- شركة إسكلمبيرجر Schlumberger، ثاني أكبر شركة خدمات نفطية في العالم(لها ثلاث مقرات رئيسية أحدهما في لاهاي والآخران في باريس وهيوستن).
- شركة سيمنز Siemens A.G فرع هولندا.
- شركة تي-موبايل	T-Mobile، الألمانية، فرع هولندا.
- مؤسسة بوست – إن. إل PostNL العاملة في التجارة الألكترونية في كل من هولندات وألمانيا وإيطاليا والمملكة المتحدة.

## النقل العام والمواصلات

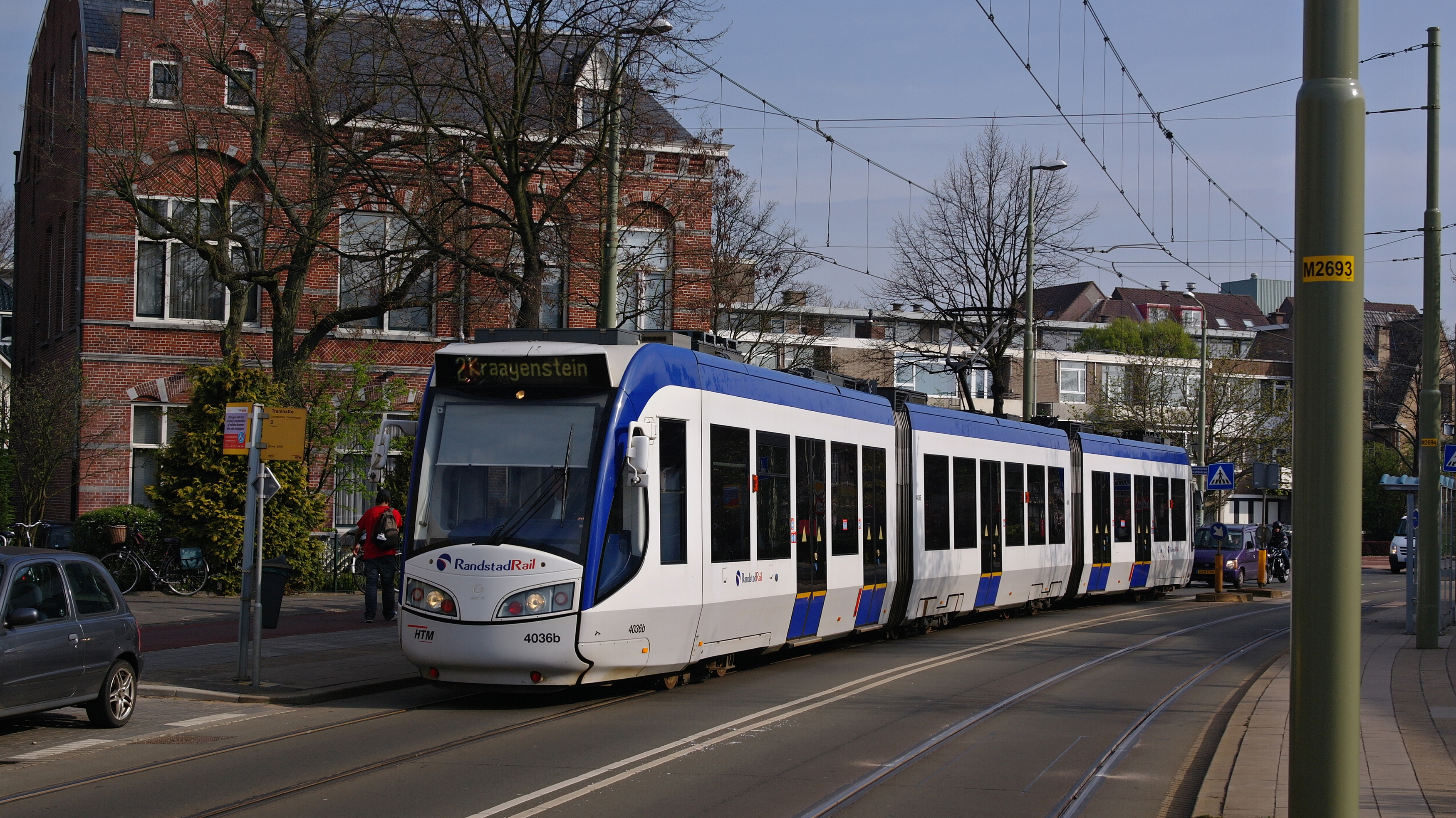
قطار الضواحي

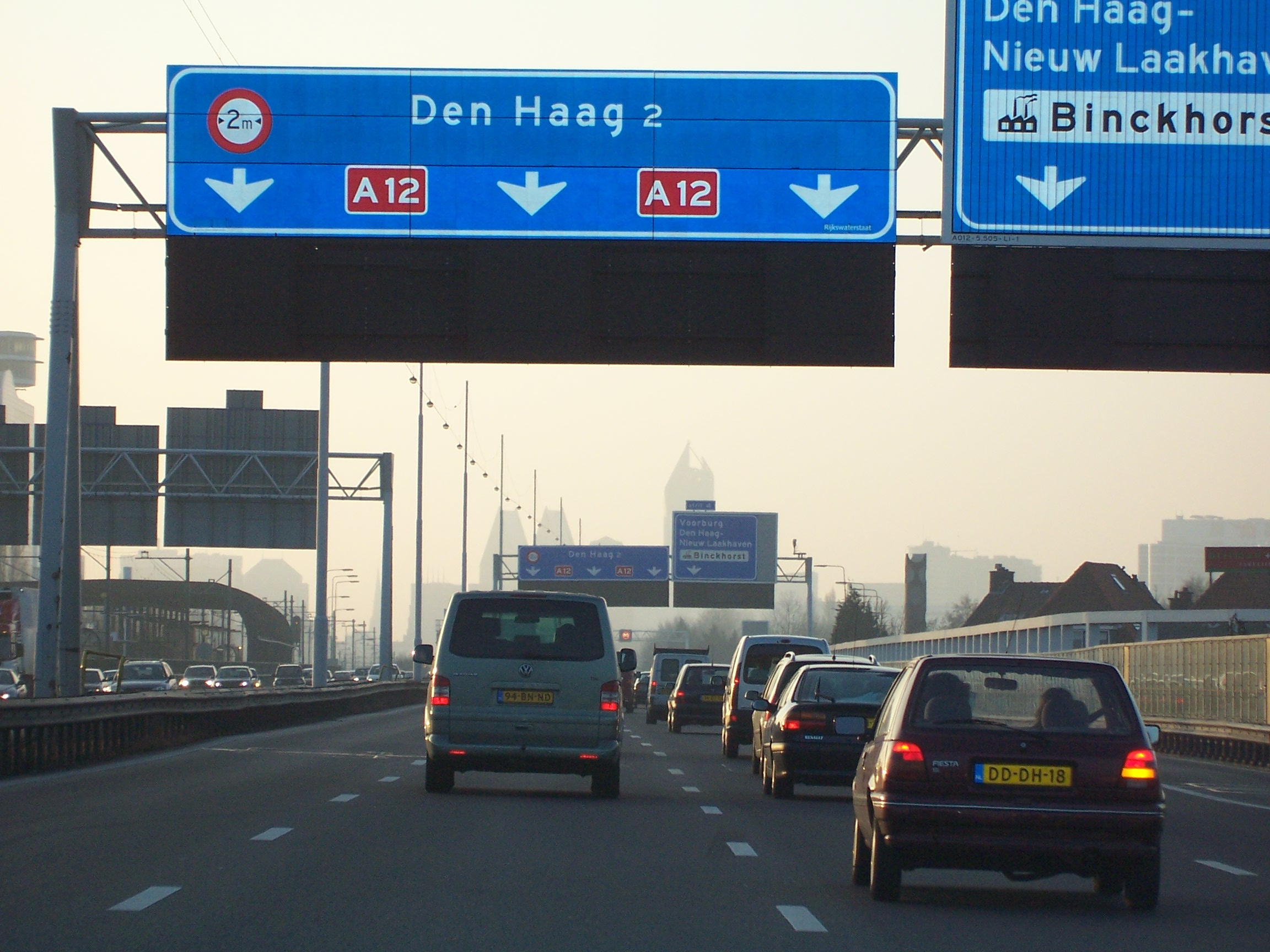
الطريق السيار رقم A12 عند مدخل لاهاي

يمكن الوصول إلى لاهاي بالسيارات عبر أربع طرق سيارات سريعة هي A4 و A12 و A13 و A44/N44 والطريق الدائري حولها.
كما يمكن الوصول إليها عن طريق قطارات السكك الحديدية المختلفة ولها محطة قطارات مركزية للقطارات المحلية هي Den Haag Centraalوأخرى للقطارات الدولية القادمة من ألمانيا وبلجيكا وهي Den Haag HS وهناك أربع محطات أخرى صغيرة منتشرة في أحياء المدينة المختلفة.
أما في داخل المدينة فتوجد شبكة من خطوط الحافلات العامة والترمواي وقطار الضواحي RandstadRail الذي يربطها بالبلدات والمدن القريبة منها.
ومنذ فبراير / شباط 2010 م، تم تغيير اسم مطار روتردام الدولي ليصبح مطار روتردام – لاهاي.

## الأسواق والتسويق

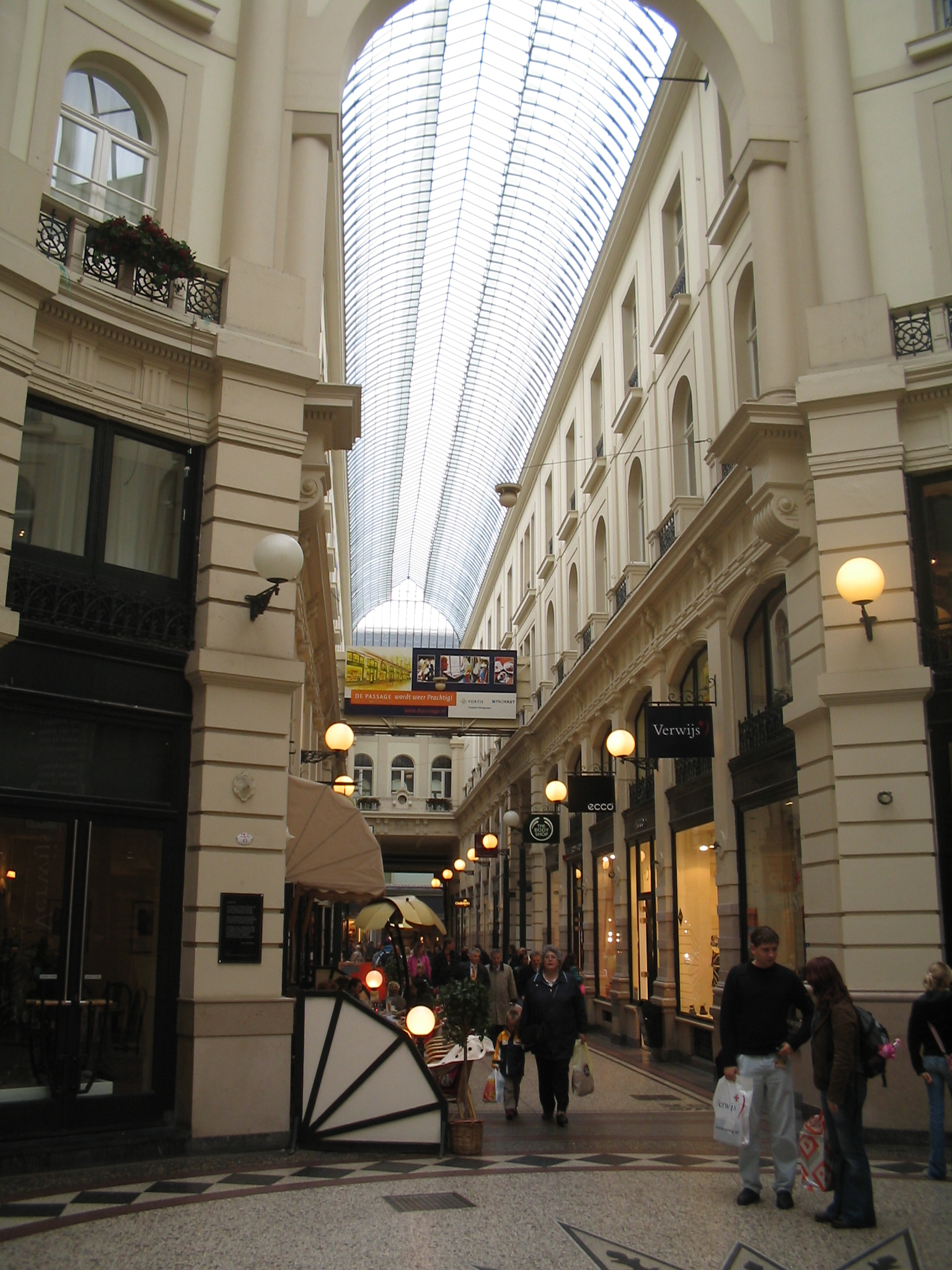
بازار هاخس باساج المغطى

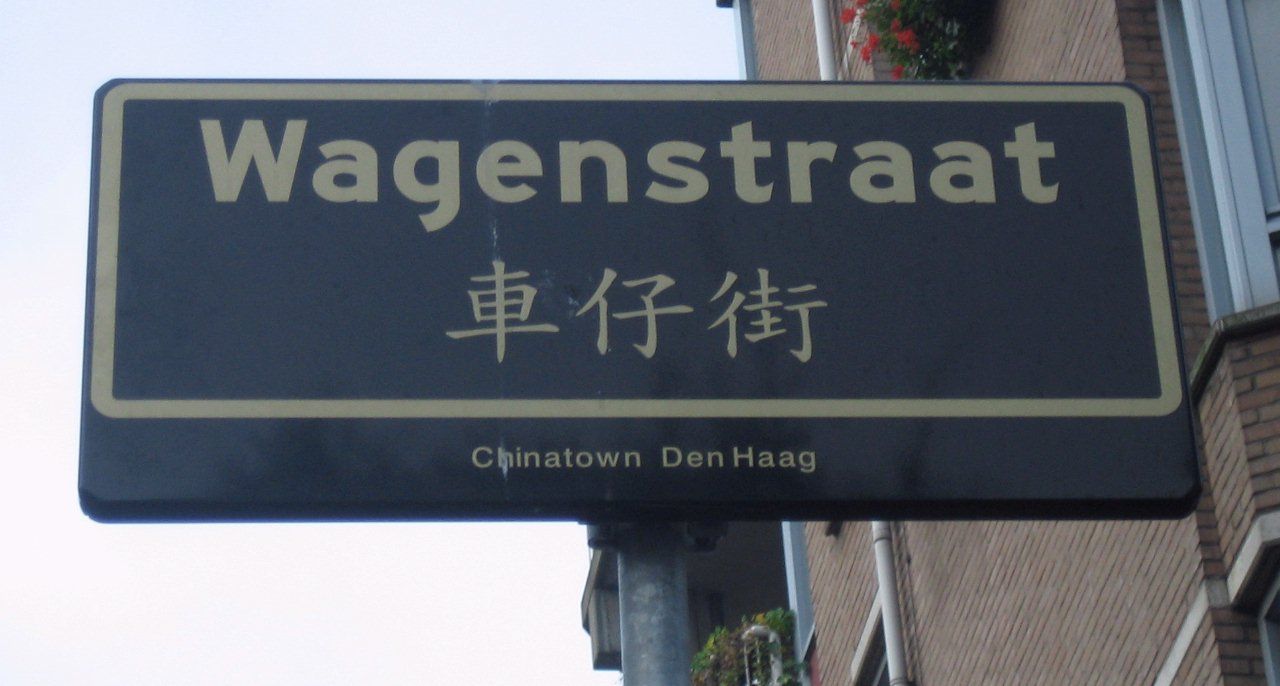
لوحة تدل إلى السوق الصينية

هناك عدة مراكز للتسوق في لاهاي أهمها ينتشر في شارع اسباو استرات ( باللغة الهولندية Spuistraat و خروت ماركت استرات Groe marktstraat حيث يوجد بازار هاخس باساج Haagse Passage المغطى وشارع فلمنج Vlamingstraat ، ونوردأيندي Noordeinde، وشارع وكورت بوتين Korte Poten و سوق ماركتهوف Markthof والسوق الصيني China town وتقع كل هذه الأسواق في وسط المدينة ومركزها التجاري . وأكبر مركز تجاري ميجا استور MegaStore وهو عبارة عن مول مبسط ويقع في المنطقة الواقعة خلف محطة قطارات هولاند-اسبور أما أحدث فيقع بالقرب من المحطة المركزية في مجمع برج بابل. وتوجد في لاهاي أكبر سوق أوروبية دائمة في الهواء الطلق وهي سوق هاخس ماركت Haagse markt وتفتح في أيام الإثنين والأربعاء والجمعة والسبت، وهي سوق زاخرة بمختلف أنواع السلع المجلوبة من خارج هولندا خاصة من بلدان مثل المغرب وتركيا والصين وبلدان أمريكا اللاتينية وتقع السوق في حي الرسامين Schilderswijk المشهور الذي أطلق عليه هذذا لاسم بسبب شوارعه التي تحمل أسماء كبار الرسامين الهولنديين في مختلف العصور أمثال رامبرانت وفان جوخ وفيرمير وموندريان.
وتفتح أسواق لاهاي ابوابها من الساعة 9 صباحاً تقريباً حتى الخامسة والنصف مساء كل يوم ماعدا يوم الأحد وأيام العطلات وتظل مفتوحة في يوم الخميس وهو يوم التسويق الإسبوعي حتى وقت متأخر من الليل تماماُ كما هو الحال في غيرها من المدن الهولندية الكبيرة مثل أمستردام وروتردام. و على خلاف المدن الأخرى الكبيرة في هولندا، فإن المحلات التجارية في ضواحي مدينة لاهاي واحيائها الشعبية تعمل من الساعة العاشرة صباحا وحتى السادسة مساء في يوم الأحد من كل اسيوع. والغرض من ذلك هو تحسين القدرة التنافسية للمحلات الصغيرة التي غالبا ما يديرها أقراد الإقليات العرقية، وذلك للمساهمة في رفع مستوى المعيشة وتحسين البيئة الإجتماعية في تلك المناطق. وفي عام 2009 م، تم ترشيح مدينة لاهاي كأفضل «مدينة في هولندا تحوز على وسط حضاري جيد».

## مدن توأمة
- وارسو ،  بولندا - منذ 1990 ُ[19]
- بيت لحم ،  الأراضي الفلسطينية - منذ 2000 [20]

كما ترتبط لاهاي بإتفاقيات تعاون مع كل من :
- باراماريبو ،  سورينام - منذ 2002
- الناضور ،  المغرب - منذ 2009
- الحسيمة ،  المغرب - منذ 2009
- تازة ،  المغرب - منذ 2009 [21]

## وصلات خارجية
- مدينة لاهاي.
- The largest painting in the Netherlands نسخة محفوظة 11 يناير 2016 على موقع واي باك مشين..